# Копаніна (Шамотульський повіт)
Копаніна (пол. Kopanina) — село в Польщі, у гміні Казьмеж Шамотульського повіту Великопольського воєводства. Населення — 164 особи (2011).
У 1975—1998 роках село належало до Познанського воєводства.

## Демографія
Демографічна структура станом на 31 березня 2011 року:
|          | Загалом | Допрацездатний вік | Працездатний вік | Постпрацездатний вік |
| -------- | ------- | ------------------ | ---------------- | -------------------- |
| Чоловіки | 83      | 26                 | 52               | 5                    |
| Жінки    | 81      | 20                 | 41               | 20                   |
| Разом    | 164     | 46                 | 93               | 25                   |